# Cha Gi-suk
Cha Gi-suk (Pohang, 26 dicembre 1986 – 13 luglio 2021) è stato un calciatore sudcoreano, di ruolo portiere.
È morto nel 2021 per AIDS.

## Carriera

### Club
Ha sempre giocato nel campionato sudcoreano.

### Nazionale
Con la maglia della Nazionale non scese mai in campo ma fu tuttavia convocato per la Coppa d'Asia 2004.